# Can Neres
Can Neres és una obra de Santa Pau (Garrotxa) inclosa a l'Inventari del Patrimoni Arquitectònic de Catalunya.

## Descripció
Està situat en un lloc privilegiat, dominant la vall de Santa Pau fins a Sant julià del Mont. De planta irregular, degut a diferents afegits posteriors, disposa de baixos i dos pisos. Va ser bastida amb carreus molt ben tallats als angles de la casa i en les obertures. Una petita finestra del primer pis conserva la data de 1S90.

## Història
La vila de Santa Pau deu la gran empenta constructiva als seus barons. A finals de l'època feudal (segle XIV i XV) es va bastir tot el reducte fortificat: muralles, castell, plaça porticada o firal dels bous, casals, etc. Poc després es va bastir la Vila Nova, fora muralles, al volt de la Plaça de Baix; cal destacar els grans casals de Can Cortada i Can Daniel. Al segle xviii es construiran les cases del carrer del Pont i les del carrer de Sant Roc. És el moment de la construcció del barri de Cases Noves i el moment d'ampliació del casal de Can Neres, de construcció més antiga que les cases veïnes.